# میگل آنخل فلیکس گایاردو
میگل آنخل فلیکس گالاردو (انگلیسی: Miguel Ángel Félix Gallardo؛ زادهٔ ۸ ژانویهٔ ۱۹۴۶)، که معمولاً با لقب او ال پادرینو 'El Padrino' ("پدرخوانده") از او یاد میشود یک محکوم قاچاقچی مواد مخدر مکزیکی است، وی یکی از بنیانگذاران کارتل گوادالاخارا در دهه ۱۹۷۰ بود. کارتل در اوج خود کنترل عمده قاچاق مواد مخدر در مکزیک و نقاط مرزی مکزیک و ایالات متحده را در دست داشت.
گالاردو سرانجام در سال ۱۹۸۹ به جرم قتل مأمور اداره مبارزه با مواد مخدر (DEA) انریکه "کیکی" کامارنا دستگیر شد و در حال گذراندن دوره ۳۷ ساله حبس خود در زندان با حداکثر امنیت آلتیپلانو (" Altiplano") بود اما به دلیل کاهش سلامتی در سال ۲۰۱۴ به یک مرکز با امنیت متوسط منتقل شد.

## اوایل زندگی
فلیکس گالاردو در مزرعه ای در بلاویستا ("Bellavista")، حومه کولیاکان ("Culiacán")، سینالوآ ("Sinaloa") متولد شد. از دبیرستان فارغ‌التحصیل شد و در کالج تجارت خواند. وی به عنوان مأمور پلیس قضایی فدرال مکزیک کار کرد. همچنین به عنوان محافظ خانوادگی برای فرماندار ایالت سینالوا لئوپولدو سانچز سلیس ("Leopoldo Sánchez Celis") کار می‌کرد، که روابط سیاسی وی به فلیکس گالاردو کمک کرد تا سازمان قاچاق مواد مخدر خود را ایجاد کند. فلیکس گالاردو همچنین پدرخوانده پسر سلیس، رودولفو ("Rodolfo") بود.
فلیکس گالاردو کار خود را در زمینه قاچاق مواد مخدر به همراه رافائل کارو کینترو ("Rafael Caro Quintero") و ارنستو فونسکا کارریلو ("Ernesto Fonseca Carrillo")، که قبلاً در سازمان جنایی آویلس ("Avilés") کار می‌کردند، آغاز کرد و به فساد مالی مقامات ایالتی مشغول بود. آنها پس از کشته شدن آویلس در تیراندازی با پلیس، مسیرهای قاچاق را کنترل کردند.

## ارتباط با کارتل‌های کلمبیا
در اوایل دهه ۱۹۸۰، تلاش برای جلوگیری از مصرف مواد مخدر در سراسر فلوریدا، که در آن زمان مقصد اصلی حمل و نقل قاچاقچیان مواد مخدر بود، افزایش یافت. در نتیجه، کارتل‌های کلمبیا شروع به استفاده از مکزیک به عنوان نقطه اصلی حمل و نقل خود کردند.
خوان ماتا-بالستروس ("Juan Matta-Ballesteros") ارتباط اولیه کارتل گوادالاخارا با کارتل‌های کلمبیا بود. ماتا قبل از فلیکس گالاردو، آلبرتو سیسیلیا-فالکون ("Alberto Sicilia-Falcon") را به سانتیاگو اوکامپو ("Santiago Ocampo") یکی از اعضای کارتل کالی که یکی از بزرگترین کارتل‌های موادمخدر کلمبیا بود معرفی کرده بود. قاچاقچیان در کارتل گوادالاخارا به جای گرفتن پول نقد برای خدمات خود، ۵۰٪ کوکائین را که از کلمبیا حمل می‌کردند برداشتند. این برای آنها بسیار سودآور بود، برخی تخمین زدند که شبکه قاچاق، که توسط فلیکس گالاردو، ارنستو فونسکا کارریلو و کارو کینترو اداره می‌شد سالانه ۵ میلیارد دلار درآمد کسب می‌کرد.
تا پایان دهه ۱۹۸۰، کارتل گوادالاخارا به ریاست فلیکس گالاردو (شامل کارتل‌های امروز سینالوآ، تیخوآنا، خوارز و کارتل‌های خلیج) تقریباً تجارت غیرقانونی مواد مخدر در مکزیک را در انحصار خود داشت.

## قتل مأمور DEA کیکی کامارنا
در سال ۱۹۸۰ مأمور ویژه DEA انریکه "کی کی" کامارنا "Enrique 'Kiki' Camarena" به آژانس مقیم دولت در گوادالاخارا منصوب شد. کامارنا با کار اطلاعاتی مزارع ماریجوانا را در ایالت زاکاتکاس "Zacatecas" کشف کرد. مزارع مورد حمله قرار گرفت و از بین رفت. در سال ۱۹۸۴، سربازان مکزیکی با پشتیبانی هلی کوپترها، مزارع بزرگتر ماریجوانای ۱۰۰۰ هکتاری معروف به "Rancho Búfalo" در چیهواهوا مکزیک "Chihuahua"، که توسط مأموران اطلاعاتی DFS مکزیک محافظت می‌شد، به عنوان بخشی از "عملیات پدرخوانده" را ردیابی و نابود کردند. در مزارع ماریجوانای Rancho Buffalo هزاران کشاورز کار می‌کردند، و تولید سالانه آن ۸ میلیارد دلار برآورد شد. همه اینها با دانش پلیس محلی، سیاستمداران و ارتش صورت گرفت. کامارنا شروع به افشای ارتباطات بین قاچاقچیان مواد مخدر، مجری قانون مکزیک و مقامات عالی‌رتبه دولتی در Partido Revolucionario Institucional (PRI) کرد، که فلیکس گالاردو تهدید بزرگی برای عملیات‌های کارتل گوادالاخارا در سراسر مکزیک درنظر گرفته شده بود.
در جواب، طبق گزارشات فلیکس گالاردو دستور ربودن کامارنا را صادر کرد. در ۷ فوریه ۱۹۸۵، افسران پلیس خالیسکو ("Jalisco") در لیست حقوق بگیران این کارتل، کامارنا را هنگام ترک کنسولگری ایالات متحده ربودند. خلبان بالگرد وی، آلفردو زاوالا آولار، اندکی بعد ربوده شد. آنها به اقامتگاهی واقع در ۸۸۱ لوپه ده وگا در کلونیای ژاردینس دل بوسکه، در بخش غربی شهر گوادالاخارا، متعلق به رافائل کارو کوینترو، برده شدند و در آنجا به مدت ۳۰ ساعت مورد شکنجه و بازجویی قرار گرفتند. در ۹ فوریه، کامارنا هنگامی که سرش با آهن لاستیکی سوراخ شد، کشته شد. بدن او که در پلاستیک پیچیده شده بود، بعداً، همراه با زاوالا آولار، در یک سوراخ کم عمق در یک مزرعه در ایالت میچوآکان پیدا شد.
قتل کامارنا باعث شد یکی از بزرگترین تحقیقات مربوط به قتل DEA که تاکنون انجام شده‌است به جریان بیفتد، یعنی عملیات Leyenda «لیندا». یک واحد ویژه برای هماهنگی تحقیقات در مکزیک، جایی که مقامات فاسد درگیر بودند، اعزام شدند.
مأموران تحقیق، فلیکس گالاردو و دو همکار نزدیک وی، ارنستو فونسکا کارریلو و رافائل کارو کینترو را به عنوان مظنونان اصلی آدم‌ربایی شناسایی کردند. تحت فشار آمریکا، فونسکا و کوینترو دستگیر شدند، اما فلیکس گالاردو همچنان از حمایت سیاسی برخوردار بود.
برخی از روزنامه نگاران، مورخان و شاهدان مکزیکی اظهار داشتند که کامارنا پس از کشف همکاری سازمان سیا ("CIA") در عملیات قاچاق مواد مخدر در مکزیک، که برای تأمین بودجه Contras در نیکاراگوئه استفاده می‌شد، با همدستی سازمان سیا کشته شد

## بازداشت
فلیکس گالاردو خود را از انظار عمومی پنهان کرد و در سال ۱۹۸۷، با خانواده اش به گوادالاخارا نقل مکان کرد. وی در ۸ آوریل ۱۹۸۹ در مکزیک دستگیر شد و توسط مقامات مکزیک و ایالات متحده به آدم‌ربایی و قتل انریکه کامارنا، مأمور DEA و همچنین قتل، قاچاق مواد مخدر و چندین جنایت خشن متهم شد.
به گفته مقامات آمریکایی، فلیکس گالاردو همچنین مدتی را در خانه فرماندار سینالوآ به عنوان مهمان گذرانده‌است که فرماندار آنتونیو تولدو کورو ("Antonio Toledo Corro") آن را تکذیب کرده‌است. هنگامی که از فرماندار تولدو در مورد ارتباط وی با فلیکس گالاردو سؤال شد، گفت که "از هرگونه دستور بازداشت" علیه فلیکس گالاردو بی اطلاع است.
دستگیری فلیکس گالاردو عامل اصلی افشای فساد گسترده در سطوح سیاسی و اجرای قانون در مکزیک بود. چند روز پس از دستگیری فلیکس گالاردو و تحت فشار رسانه‌ها، چند فرمانده پلیس دستگیر شدند و حدود ۹۰ افسر این کشور خلع شدند.

## حبس
در حالی که فلیکس گالاردو در حبس بود، همچنان یکی از قاچاقچیان اصلی مکزیک بود و سازمان خود را از طریق تلفن همراه خود حفظ کرد تا اینکه در سال ۱۹۹۳ به زندان با بالاترین امنیت آلتیپلانو منتقل شد، و در آنجا بخشی از حکم حبس ۳۷ ساله خود را گذراند.
با افزایش سن، فلیکس گالاردو شکایت کرد که در زندان در شرایط بدی زندگی می‌کند. وی می‌گوید که از سرگیجه، ناشنوایی، از دست دادن یک چشم و مشکلات گردش خون رنج می‌برد. وی در یک سلول ۲۴۰ × ۴۴۰ سانتی‌متری (8x14 فوت) زندگی می‌کند، که حتی برای استفاده از منطقه هواخوری مجاز به ترک آن نیست. در مارس ۲۰۱۳، فلیکس گالاردو یک فرایند قانونی برای ادامه حکم زندان خود در خانه هنگامی که به ۷۰ سالگی رسید (۸ ژانویه ۲۰۱۶) آغاز کرد. در تاریخ ۲۹ آوریل ۲۰۱۴، دادگاه فدرال مکزیک دادخواست فلیکس گالاردو را برای انتقال از زندان با حداکثر امنیت به زندان با امنیت متوسط رد کرد. در ۱۸ دسامبر ۲۰۱۴، مقامات فدرال به دلیل کاهش سلامتی او درخواست وی برای انتقال به یک زندان با امنیت متوسط در گوادالاخارا (ایالت جالیسکو) را تأیید کردند.
در تاریخ ۲۰ فوریه ۲۰۱۹، دادگاهی در مکزیکو سیتی درخواست وی را برای تکمیل باقیمانده حکم در خانه اش رد کرد. دادگاه اظهار داشت که دفاعیات فلیکس گالاردو مدارک کافی برای اثبات اینکه مشکلات سلامتی وی زندگی وی را به خطر انداخته‌است، در اختیار آنها قرار نداده‌است.

## تقسیم قلمرو
پس از دستگیری، فلیکس گالاردو تصمیم گرفت تجارت مورد کنترل خود را تقسیم کند زیرا این کار کارآمدتر بوده و احتمال نابودی آن توسط مقامات کاهش می‌یافت. فلیکس گالاردو به وکیل خود دستور داد که مهمترین قاچاقچی‌های مواد مخدر کشور را در سال ۱۹۸۹ به استراحتگاهی در آکاپولکو که در آن پلازاها را تعیین کرده بود، دعوت کند. مسیر تیخوآنا به برادرزاده‌های او، برادران آرلانو فلیکس رسید. مسیر خوارز به خانواده کاریو فوئنتز (برادرزادهٔ ارنستو فونسکا) رسید. میگل کارو کوئینترو مسیر سونورا را اداره می‌کرد. خواکین گوزمان لورا (ال چاپو) و هکتور لوئیس پالما سالازار از عملیات‌های خلیج اقیانوس آرام خارج شدند، بلافاصله پس از آن اسماعیل زامبادا گارسیا به آنها پیوست و بدین ترتیب به کارتل سینالوا تبدیل شد، که طرف پیمان ۱۹۸۹ نبود.
فلیکس گالاردو همچنان برای نظارت بر عملیات‌های کشور برنامه‌ریزی می‌کرد، اما هنگامی که او در سال ۱۹۹۳ به یک زندان با امنیت بالا منتقل شد، دیگر کنترل باقیمانده بر سایر اربابان مواد مخدر را از دست داد.

## خاطرات
در سال ۲۰۰۸، روزنامه‌نگار تحقیقی Diego Enrique Osorno توانست از طریق پسر دومی ۱۳ ساله با فلیکس گالاردو ارتباط برقرار کند. از طریق این ارتباط، اولین خاطرات یک ارباب مواد مخدر مکزیکی در زندان، مخفیانه و شتابزده، با دست، توسط نویسنده ای با بینایی کم نوشته شد. این خاطرات روایتی دربارهٔ دستگیری و ارائه وی در برابر پلیس و کمی از شجره نامه وی را توضیح می‌دهد و از یک موضوع به موضوع دیگر می‌پرد. منتخبی از ۳۵ صفحه در مجله مکزیکی Gatopardo، با سابقه توسط روزنامه‌نگار منتشر شد.

## خانواده
با دستگیری میگل آنخل فلیکس گالاردو حداقل ۹ نفر از خواهرزاده‌ها و برادرزاده‌های او نقش‌های مختلفی را در درون سازمان به عهده گرفتند تا سازمان آرلیانو فلیکس را تشکیل دهند، این سازمان همچنین به عنوان کارتل تیخوانا شناخته می‌شود. خواهرزاده دیگر، ساندرا آویلا بلتران، عضو سابق کارتل سینالوآ است.
اعضای سازمان آرلانو فلیکس (کارتل تیجوآنا)
- آلیشیا آرلانو فلیکس خواهرزاده وی است.
- بنبامین آرلانو فلیکس (زندانی)، عضو و رهبر سابق سازمان آرلیانو فلیکس، برادرزاده وی است.
- کارلوس آرلانو فلیکس برادرزاده او است.
- ادواردو آرلانو فلیکس (زندانی) برادرزاده او است.
- ادواردو آرلانو فلیکس تولیدو، رهبر سابق سازمان آرلیانو فلیکس، خواهرزاده وی است.
- فابیان آرلانو کرونا نوهٔ برادر او است.
- فرانسیسکو خاویر آرلانو فلیکس (زندانی) برادرزاده او است.
- فرانسیسکو رافائل آرلانو فلیکس (متوفی) برادرزاده او بود.
- خاویر بنیامین بریزائو آرلانو نوهٔ برادر او است.
- لوئیس فرناندو آرلانو فلیکس برادرزاده او است.
- لوئیس فرناندو سانچز آرلانو (زندانی) نوهٔ برادر او است.
- رامون آرلانو فلیکس (متوفی)، عضو و رهبر سابق سازمان آرلیانو فلیکس، برادرزاده وی بود.

کارتل سینالوا
- ساندرا آویلا بلتران، عضو سابق کارتل سینالوآ، خواهرزاده وی است.

## رسانه و فرهنگ
در فصل اول و دوم سریال نارکوها: مکزیک
(Narcos: Mexico) محصولتفلیکس س به موضوع زندگی میگل آنخل فلیکس گایاردو از زبان یک مأمور آمریکایی پرداخته شده‌است.